# Guy Williams (acteur)
Pour les articles homonymes, voir Williams et Guy Williams.
Armando Joseph Catalano, dit Guido Armando puis Guy Williams, est un acteur italo-américain né le 14 janvier 1924 à New York (États-Unis) et mort le 30 avril 1989 à Buenos Aires (Argentine).
Guy Williams doit principalement sa célébrité à son rôle du personnage de Zorro dans la série télévisée du même nom produite par les studios Disney (1957-1961), et à celui du professeur John Robinson dans la série Perdus dans l'espace (1965-1968). Au cinéma, ses rôles les plus notables sont dans les films Le Tyran de Syracuse (1962) et Capitaine Sinbad (1963).

## Biographie

### Famille, jeunesse et formation
Armando Catalano naît à Washington Heights (New York), de parents siciliens immigrés aux États-Unis peu avant sa naissance. Il grandit dans le quartier de la Petite Italie de l'arrondissement new-yorkais du Bronx. Une sœur naîtra plus tard, Valerie.
À l'école publique 189, Williams se distingue en mathématiques. Plus tard, il fréquente le lycée George Washington, tout en travaillant occasionnellement dans une fontaine à soda.
Il entre à l'Académie militaire Peekskill dans l'État de New York mais ne finit pas ses études, et occupe ensuite divers petits métiers.

### Mannequin à New York
Alors qu'il est vendeur dans un magasin de maroquinerie chez Wanamaker, Armando a l'idée d'envoyer des photos de lui à une agence de mannequins. Grâce à sa prestance (il mesure 1,90 m pour 84 kilos et a les yeux couleur noisette), il est embauché comme mannequin, en particulier pour des marques de cigarettes et de dentifrice. Henry Wilson, son agent, lui fait d'abord changer son nom en Guido Armando, puis, après qu'un contrat a été refusé en raison du nom jugé « trop étranger », en Guy Williams.
Ses photographies paraissent dans des journaux et des magazines, dont le célèbre Harper's Bazaar, ainsi que sur des panneaux d'affichage et des couvertures de livres. Souhaitant devenir acteur, il s'inscrit dans un « Neighborhood Theater » où il reçoit notamment des cours de la chorégraphe Martha Graham.

### Débuts à Hollywood
En 1946, Guy Williams signe un contrat d'un an avec les studios Metro-Goldwyn-Mayer et déménage en Californie à Hollywood. Il obtient des petits rôles, essentiellement de cow-boys. Dans le film Au carrefour du siècle (1947), il incarne le pilote qui lâche la bombe atomique sur Nagasaki. 
Il décide de retourner à New York et vit alors dans un appartement en bordure de Central Park, où il peut s'adonner à sa passion du jeu d’échecs à l'une des nombreuses tables d'échecs du parc, et fait partie du Manhattan Chess Club.
En 1948, pour les besoins d'une publicité où il doit skier, il fait un long voyage accompagné d'une mannequin de l’agence John Robert Powers, Janice Cooper. Au cours des longues séances photo, ils s'éprennent l'un de l'autre et se marient le 8 décembre. Le couple aura deux enfants : un fils, Guy Steven Catalano (né en 1952) et une fille, Toni Catalano (née en 1958), qui deviendront tous deux acteurs.
En 1950, Guy Williams tourne quelques-unes des toutes premières publicités pour la télévision. Son père meurt en 1951 et ne connaîtra pas la gloire de son fils. En 1952, il signe un nouveau contrat d'un an avec les studios Universal et emménage de nouveau à Hollywood. Il apparaît dans un épisode de la série The Lone Ranger, dans le rôle d'un shérif.
En 1953, il est victime d'une chute de cheval : traîné au sol sur presque deux cents mètres, il aura une longue cicatrice sur l'épaule gauche. Il met à profit sa convalescence pour se perfectionner en escrime — dont les rudiments lui avaient été enseignés par son père — et s'inscrit à l'école d'escrime des frères Nedo et Aldo Nadi. Cela lui permettra plus tard de décrocher le rôle principal dans la série Zorro,.

### Succès à la télévision avec la sérieZorro
En 1957, Guy Williams a trente-trois ans quand il est choisi par Walt Disney pour incarner le justicier masqué Zorro, qu'il interprète pendant 82 épisodes dans la série télévisée du même nom produite par les studios Disney. Dans la série, l'acteur y exécute sans doublure tous ses duels à l'épée, sans même que la pointe des armes utilisées ne soient mouchetées (Williams sera blessé deux fois). Pour les besoins des scènes musicales, il prend des cours de guitare avec le célèbre guitariste espagnol Vicente Gómez (en).
La série Zorro connaît un succès immédiat et une immense popularité internationale.

### Poursuite de la carrière
Au vu de ce triomphe, CBS et les studios 20th Century Fox choisissent ensuite Guy Williams pour incarner le rôle du père dans Perdus dans l'espace, une série télévisée futuriste qui remporte également un grand succès aux États-Unis.
Guy Williams tourne encore dans quelques films au cinéma, notamment Le Tyran de Syracuse (1962) et Capitaine Sinbad (1963).

### Retraite précoce et mort

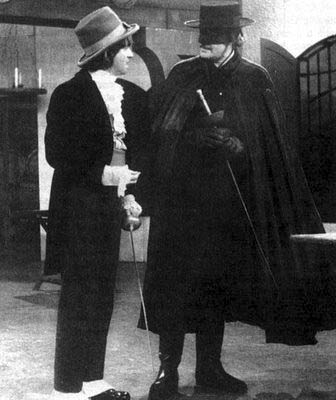
Guy Williams reprenant son personnage de Zorro dans un sketch avec l'acteur Carlos Balá lors d'une émission de télévision argentine en 1973.

De 1979 à 1989, Guy Williams se retire d'Hollywood et s'installe définitivement en Argentine à Buenos Aires, où il avait reçu un accueil enthousiaste de la part des Argentins lors d'une visite en 1973.
Désormais divorcé et ruiné, il vit dans un studio.
Il meurt le 30 avril 1989 à l'âge de 65 ans, des suites d'une rupture d'anévrisme. Comme il vivait seul, son corps est retrouvé à son domicile trois jours après sa mort.

## Hommages
Deux hommages importants sont décernés à Guy Williams à titre posthume :
- en 2001, une étoile à son nom est inaugurée sur le Walk of Fame d'Hollywood, en présence de son fils Guy Williams Junior ;
- lors de la convention D23 de la The Walt Disney Company, organisée du 19 au 21 août 2011, Guy Williams est récompensé par un Disney Legends[9].

## Filmographie

### Télévision

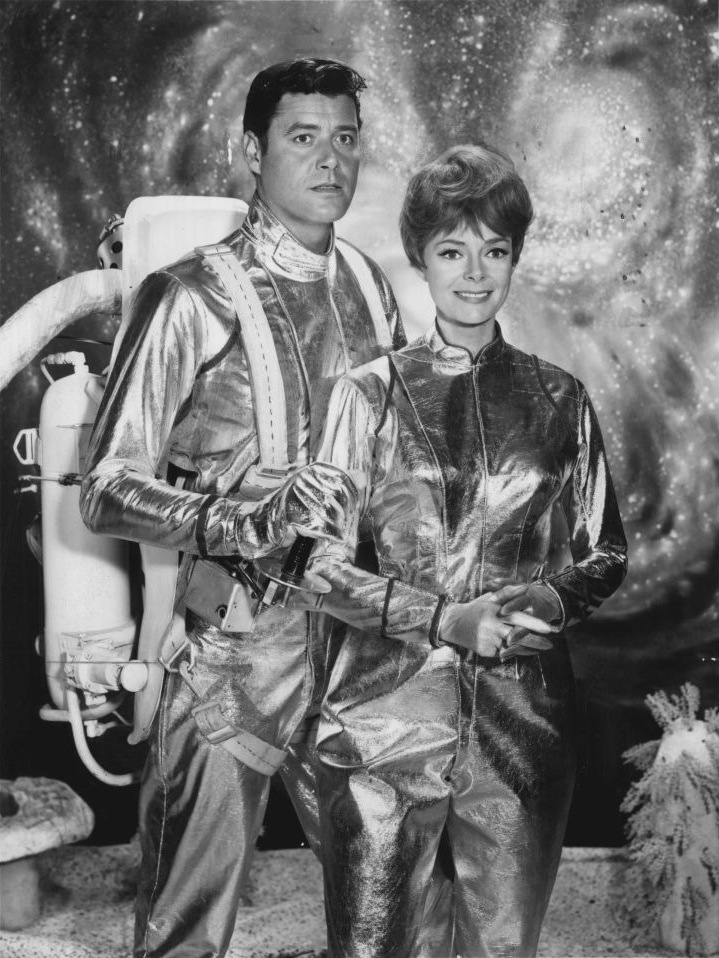
Portrait publicitaire de Guy Williams et June Lockhart en 1965 pour la série télévisée Perdus dans l'espace.

- 1951 : Studio One (en) (1 épisode)
- 1957-1961 : Zorro : Don Diego de la Vega/Zorro (82 épisodes)
- 1962 : Le Prince et le Pauvre (The Prince and the Pauper) de Don Chaffey (téléfilm) : Miles Hendon
- 1964 : Bonanza (saison 5 : épisode 29, « Les compañeros » ; épisode 32, « Tante Lili » ; épisode 33, « L'Accident ») : Will Cartwright
- 1965-1968 : Perdus dans l'espace (Lost in space) : le professeur John Robinson.

### Cinéma
- 1947 : Au carrefour du siècle (The Beginning or the End) de Norman Taurog : le pilote du bombardier Enola Gay
- 1951 : Le Jour où la Terre s'arrêta (The Day the Earth Stood Still) de Robert Wise : l'opérateur radio (non crédité)
- 1952 : Bonzo Goes to College (en) de Frederick de Cordova : Ronald Calkins
- 1952 : Deux dégourdis à Tokyo (Back at the Front) de George Sherman : le capitaine quartier-maître (non crédité)
- 1953 : Le Gentilhomme de la Louisiane (The Mississippi Gambler) de Rudolph Maté : André Brion
- 1953 : La Légende de l'épée magique (The Golden Blade) de Nathan Juran : le crieur public (non crédité)
- 1953 : Le Déserteur de Fort Alamo (The Man from the Alamo) de Budd Boetticher : le sergent McCauley
- 1953 : Désir de femme (All I Desire) de Douglas Sirk : un invité au bal (non crédité)
- 1953 : La Séductrice aux cheveux rouges (Take Me to Town) de Douglas Sirk : le héros du spectacle
- 1955 : Sept Hommes en colère (Seven Angry Men) de Charles Marquis Warren : Salmon Brown
- 1955 : Sa dernière chance (Sincerely Yours) de Gordon Douglas : Dick Cosgrove (non crédité)
- 1955 : La Charge des tuniques bleues (The Last Frontier) d'Anthony Mann : le lieutenant Benton
- 1957 : Les Griffes du loup-garou (I Was a Teenage Werewolf) de Gene Fowler Jr. : l'officier Chris Stanley
- 1958 : Signé Zorro (The Sign of Zorro) de Lewis R. Foster et Norman Foster : Don Diego de la Vega/Zorro
- 1962 : Le Tyran de Syracuse de Curtis Bernhardt : Damon
- 1963 : Capitaine Sinbad (Captain Sinbad) de Byron Haskin : le capitaine Sinbad